# Nemcovce (okres Bardejov)
Nemcovce jsou obec na Slovensku v okrese Bardejov v údolí řeky Topľa. Žije zde 252 obyvatel. Nachází se zde římskokatolický kostel Panny Marie Sedmibolestné postavený v letech 1969 až 1975.
První písemná zmínka o obci pochází z roku 1320.